# 福井順一
福井 順一（ふくい じゅんいち、1909年1月26日 - 没年不明）は、日本の政治家。衆議院議員（3期）。

## 経歴
福岡県出身。早稲田大学卒。東邦精工、中央商事、政治経済研究所、新政、泰西映画各社長を歴任。1949年の第24回衆議院議員総選挙で千葉3区から民主自由党公認で立候補したが落選。1952年の第25回衆議院議員総選挙で自由党公認で立候補して初当選。以来3期務めた。この間、第1次岸内閣北海道開発政務次官、衆議院国土総合開発特別委員長を歴任した。1960年の第29回衆議院議員総選挙で落選。1963年の第30回衆議院議員総選挙から選挙区を福岡1区に移したが、3回続けて落選した。